# Сулуколь (Северо-Казахстанская область)
Сулуко́ль (каз. Сұлукөл) — село в Айыртауском районе Северо-Казахстанской области Казахстана. Входит в состав Сырымбетского сельского округа. Код КАТО — 593249600.

## Население
В 1999 году население села составляло 190 человек (101 мужчина и 89 женщин). По данным переписи 2009 года в селе проживало 138 человек (73 мужчины и 65 женщин).